# Pascale Casanova
Pascale Casanova (14 de febrero de 1959 – 29 de septiembre de 2018) fue una investigadora y crítica literaria francesa.
Entre 1997 y 2010 dirigió un programa sobre literatura, L'Atelier littéraire, en la emisora France Culture. También trabajó como profesora visitante en la Universidad Duke.
Era conocida por su tesis sobre la «República mundial de les letras». Sus investigaciones se centraron en la constitución del campo literario internacional y el análisis de los textos literarios en tanto que posiciones y objetos de lucha en el espacio mundial. Sus trabajos continuaron la vía abierta por el sociólogo Pierre Bourdieu incluyendo el juego de las estructuras formales, como los paradigmas estéticos, en un informe dinámico, contextualizándolos en el ámbito histórico.

## Obra destacada
- La republique mondiale des lettres, Paris: Éditions du Seuil, 1999. ISBN 9782757809983, OCLC 277230262
- Kafka en colère: essai, Paris: Seuil, DL 2011. ISBN 9782021046731, OCLC 780284447